# Батан
Батан (енгл. Bataan) је полуострво и истоимена провинција на острву Лузон, на Филипинима. Полуострво је са запада ограничено Јужно кинеским морем, а са истока заливом Манила. У непоредној близини јужне обале Батана налази се острво Корехидор.  Најважнија места на западној обали (од севера према југу) су Морон (енгл. Morong), Маубан , Багак (енгл. Bagac) и Маривелес, а на источној (истом редом) - Мабатанг, Пилар, Орион и Лимај (енгл. Limay). Главни град провинције је Баланга.

## Историја
Полуострво Батан са запада и југозапада затвара прилаз Манили, главном граду Филипина. У Другом светском рату овде је вођена битка за Батан између Јапанаца и војске САД, од јануара до априла 1942, у склопу јапанске офанзиве на Пацифику. Батански марш смрти (енгл. Bataan Death March) уследио је после битке.